# Sanchezia siraensis
Sanchezia siraensis är en akantusväxtart som beskrevs av Wassh.. Sanchezia siraensis ingår i släktet Sanchezia och familjen akantusväxter. Inga underarter finns listade i Catalogue of Life.